# María de Montserrat
María de Montserrat (Camagüey, Cuba, 4 de agosto de 1913 - Montevideo, Uruguay, 23 de agosto de 1995) fue el seudónimo literario de María de Montserrat Albareda Roca, narradora uruguaya perteneciente a la Generación del 45.

## Biografía
Nació en Camagüey, Cuba, pero sus padres se instalaron en Uruguay dos años más tarde. A los 17 años, publicó Arriates en flor, un libro de poemas donde puede descubrirse cierta influencia de Juana de Ibarbourou pero donde más brilló fue en el relato muy breve. Entre esa producción destaca el cuento Retrato a lápiz que el crítico Ruben Cotelo seleccionó para su antología Narradores uruguayos. Allí, Cotelo dice: «ha tratado de recoger un Montevideo que se va y unos montevideanos que desaparecen» en referencia a la sensibilidad de la autora para desenredar «la espesa maraña de relaciones que anuda el grupo familiar dentro de las clases medias acomodadas, algunas en decadencia». Colaboró en diversas publicaciones  y suplementos culturales del Río de la plata, como lo son Mundo Uruguayo, El Día (suplemento dominical), La Prensa (Buenos Aires, suplemento literario), entre otros.
En 1951 se estrenó una obra teatral suya, Intermitencias, dirigida por Margarita Xirgú. También ganó el premio del Ministerio de Instrucción Pública, y en 1965 el premio del Ministerio de Cultura de Uruguay.
Entre el 24 de febrero de 1976 y hasta la fecha de su fallecimiento, ocupó el sillón «Bartolomé Hidalgo» en la Academia Nacional de Letras del Uruguay. Supo incursionar en la escritura para niños.
En 1999, en el Volumen No. 174 de su Colección de Clásicos Uruguayos, la Biblioteca Artigas ha publicado El País Secreto, obra escrita en 1977.
Fue galardonada con el Premio Candelabro de Oro otorgado por la B'nai B'rith Uruguay.

## Descendencia
Fue la madre de la historiadora Marta Canessa, esposa del expresidente uruguayo Julio María Sanguinetti.

## Obra

### Poesía
- Arriates en flor (1932)

### Cuentos
- Tres relatos (1942)
- Cuentos mínimos (1953)
- Con motivo de vivir (Editorial Alfa, Montevideo, 1962)
- Los lugares (Editorial Alfa, 1965)
- El sonido blanco y otros cuentos (Ediciones del Aleph, 1979)
- El caballo azul: cuento para Nicolás (Infantil, ilustrado por Horacio Guerrero, 1990)
- Los juegos (Ediciones de la Banda Oriental, Montevideo, 1993)

### Novela
- Los habitantes (Editorial Alfa, 1968)
- La casa quinta (Ediciones de la Banda Oriental)
- El País Secreto (Colección de Clásicos Uruguayos, Biblioteca Artigas, Montevideo, 1999)[6]

### Teatro
- Intermitencias (1951)